# Calling Elvis
"Calling Elvis" is een single van de Britse band Dire Straits. Het nummer is geschreven door Mark Knopfler, en verscheen voor het eerst op het laatste studioalbum van de band, On Every Street (1991). Tevens verscheen het nummer op het live-album On the Night uit 1993.
De videoclip van het nummer is geregisseerd door Gerry Anderson en bevat beelden van de televisieserie Thunderbirds. Voor de clip werden enkele Thunderbird-marionetten, zoals die van Jeff Tracy en Lady Penelope Creighton-Ward zelfs weer uit de kast gehaald. Daarnaast werden er voor de clip marionetversies gemaakt van de leden van Dire Straits zelf.
De tekst beschrijft iemand die probeert Elvis Presley op te bellen. Knopfler maakte in een interview bekend dat hij dit idee kreeg tijdens een mislukte poging zijn familie op te bellen. Zijn zwager verzuchtte toen dat het wellicht gemakkelijker was om Elvis te bellen dan om in contact te komen met z’n eigen zus. Feitelijk gaat het lied dus over non-communicatie. 
Het lied bevat qua tekst echter ook meerdere referenties naar Elvis Presley en diens liedjes. Zo zitten in een couplet de titels Love me tender, Heartbreak Hotel, Don't Be Cruel en Return to sender verwerkt.

## NPO Radio 2 Top 2000
| Nummer met noteringen in de NPO Radio 2 Top 2000 | '06  | '07  | '08  | '09  | '10  | '11  | '12  | '13  | '14  | '15  | '16-'18 | '19  | '20  | '21  | '22  | '23  | '24  |
| ------------------------------------------------ | ---- | ---- | ---- | ---- | ---- | ---- | ---- | ---- | ---- | ---- | ------- | ---- | ---- | ---- | ---- | ---- | ---- |
| Calling Elvis                                    | 1484 | 1565 | 1967 | 1530 | 1493 | 1808 | 1421 | 1551 | 1708 | 1838 | -       | 1985 | 1948 | 1887 | 1918 | 1857 | 1921 |

1. ↑  Een '-' betekent dat het nummer niet was genoteerd en een vetgedrukt getal geeft de hoogste notering aan.
2. ↑  2006 was het eerste jaar met een notering voor dit nummer.

Mark Knopfler · John Illsley
Guy Fletcher · Alan Clark · David Knopfler · Pick Withers · Hal Lindes · Terry Williams · Jack Sonni